# Eupithecia pulgata
Eupithecia pulgata là một loài bướm đêm trong họ Geometridae.